# 1999 JB132
1999 JB132, também escrito como 1999 JB132, é um objeto transnetuniano (TNO) que está localizado no cinturão de Kuiper, uma região do Sistema Solar. Ele possui uma magnitude absoluta (H) de 8,2 e, tem um diâmetro estimado com cerca de 227 km, por isso é pouco provável que possa ser classificado como um planeta anão, devido ao seu tamanho relativamente pequeno.

## Descoberta
1999 JB132 foi descoberto no dia 10 de maio de 1999 pelos astrônomos R. L. Allen, G. Bernstein e P. Guhathakurta.

## Órbita
A órbita de 1999 JB132 tem uma excentricidade de 0.275 e possui um semieixo maior de 39.537 UA. O seu periélio leva o mesmo a uma distância de 28.668 UA em relação ao Sol e seu afélio a 50.405.